# Гайнц Філд

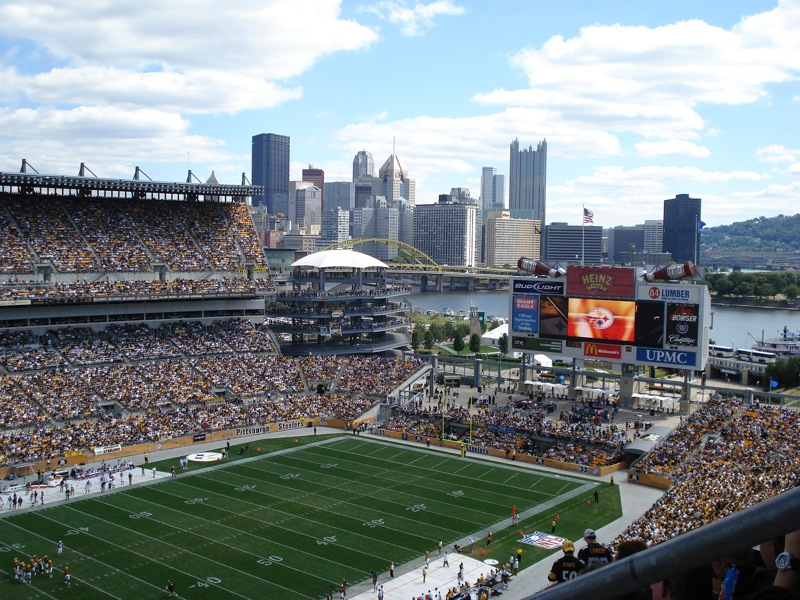
Гайнц Філд

Гайнц Філд (англ. Heinz Field) — футбольний стадіон, розташований у місті Піттсбург, штат Пенсільванія у США. Він приймає домашні матчі команди «Піттсбург Стілерс», яка виступає в Національній футбольній лізі. Стадіон було відкрито 2001 року після того, як попередню арену команди було зруйновано. Новий стадіон отримав назву на честь місцевої фірми, яка придбала права на перейменування одразу ж після відкриття новобудови 2001 року.